# Nekrolog 1988
Nekrolog
◄◄
| ◄
| 1984
| 1985
| 1986
| 1987
| 1988 | 1989 | 1990 | 1991 | 1992 | ► | ►►
1. Quartal |
2. Quartal |
3. Quartal |
4. Quartal 
Weitere Ereignisse | Allgemeiner Nekrolog 1988
Die Beschreibung der verstorbenen Person sollte so kurz wie möglich gehalten sein und nur deren signifikante Tätigkeit(en) enthalten.
Neue Namen ggf. auch unter dem Geburts- und Sterbedatum, also etwa unter 1. Januar und im Geburts- und Sterbejahr (2024) eintragen (nur bei entsprechender großer Wichtigkeit). Für Beispiele siehe die schon vorhandenen Artikel.
Außerdem über die fünf zuletzt Verstorbenen, zu denen es einen ausreichend guten Artikel für eine Präsentation auf der Hauptseite gibt, nach der todesbedingten Überarbeitung der Artikel ggf. auch unter Wikipedia Diskussion:Hauptseite informieren und sie am besten auch in den anderen Wikipedia-Sprachversionen eintragen. Tipp: Regelmäßig bei news.google.de nach „ist tot“, „gestorben“ oder „verstorben“ suchen.
Wenn eine Person gestorben ist, gibt es viele Seiten zu dieser Person in der Wikipedia, die davon auch betroffen sind und entsprechend aktualisiert werden müssen. Beispiele: Namenübersichtsseite, Geburtsjahr, Geburtsort-Seiten und viele mehr.
Wie finde ich die betroffenen Seiten?
Im Suchfeld auf der linken Seite gibt man den Suchbegriff so ein: „Vorname Nachname“. Dann klickt man auf Volltext und alle Seiten mit entsprechendem Suchtext werden aufgerufen. Hier sieht man dann schnell, wo auch das Todesjahr Sinn macht oder sogar ein Teil des Artikels angepasst werden muss. Auch hilft das „Werkzeug“ auf der linken Seite sehr gut, um solche Seiten aufzufinden: „Links auf diese Seite“. Somit ist die Wikipedia wieder aktuell in allen Bereichen! Hinweis: bei Eintragung der Kategorie „Gestorben JAHR“ wird der Missbrauchsfilter 49 ausgelöst, was jedoch nicht schlimm ist. Siehe: Spezial:Missbrauchsfilter/49
Dies ist eine Liste von im Jahr 1988 verstorbenen bekannten Persönlichkeiten. Die Einträge erfolgen innerhalb der einzelnen Daten alphabetisch sortiert. Tiere sind im Nekrolog für Tiere zu finden.
Die Liste ist nach Quartalen aufgeteilt:
- Nekrolog 1. Quartal 1988: Januar, Februar und März
- Nekrolog 2. Quartal 1988: April, Mai und Juni
- Nekrolog 3. Quartal 1988: Juli, August und September
- Nekrolog 4. Quartal 1988: Oktober, November und Dezember

## Datum unbekannt
| Curt Ackermann                      | deutscher Schauspieler, Synchronsprecher, Dialogbuchautor und Synchronregisseur                |  |
| Zofia Adamska                       | polnische Cellistin und Musikpädagogin                                                         |  |
| Moulay Ali Alaoui                   | marokkanischer Diplomat                                                                        |  |
| Virginia Mae Axline                 | US-amerikanische Psychologin, Psychotherapeutin und Autorin                                    |  |
| Nini von Arx-Zogg                   | Schweizer Skirennfahrerin                                                                      |  |
| Israil Bercovici                    | rumänischer jiddischer Theaterschriftsteller                                                   |  |
| Jerry Berkers                       | niederländischer Musiker                                                                       |  |
| Sidney A. Bernhard                  | US-amerikanischer Chemiker                                                                     |  |
| Krali Bimbalow                      | bulgarischer Ringer                                                                            |  |
| Alimbeg Borissowitsch Bestajew      | sowjetischer Ringer                                                                            |  |
| Richard Bock                        | US-amerikanischer Jazz-Produzent                                                               |  |
| Assien Bohmers                      | niederländischer Geologe und Paläontologe                                                      |  |
| Rudolf Brachtel                     | deutscher KZ-Arzt in Dachau                                                                    |  |
| Milton Buki                         | Überlebender des KZ Auschwitz-Birkenau                                                         |  |
| Bernard A. Confer                   | US-amerikanischer Verbandsfunktionär                                                           |  |
| Walter Fleming Coutts               | britischer Kolonialbeamter                                                                     |  |
| Jean Cuendet                        | Schweizer Diplomat                                                                             |  |
| Heinrich Dahmen                     | deutscher Kommunalpolitiker                                                                    |  |
| Hans Dümmler                        | deutscher Wirtschaftsjurist                                                                    |  |
| Fritz Duppré                        | deutscher Verwaltungsbeamter                                                                   |  |
| Héctor Echeverri                    | kolumbianischer Fußballspieler                                                                 |  |
| Henry Ehlers                        | deutscher Gebrauchsgrafiker                                                                    |  |
| Ann Mari Falk                       | schwedische Kinder- und Jugendbuchautorin, Übersetzerin                                        |  |
| Hela Felenbaum-Weiss                | polnische Widerstandskämpferin, Überlebende des Vernichtungslagers Sobibór                     |  |
| Heinz Fenchel                       | deutsch-israelischer Szenenbildner und Architekt                                               |  |
| Ernst Feuz                          | Schweizer Skisportler                                                                          |  |
| Johannes Gaitanides                 | griechisch-deutscher Schriftsteller und Publizist                                              |  |
| Ernst Gaßner                        | deutscher Ingenieur                                                                            |  |
| Rolf Geiger                         | deutscher Chemiker                                                                             |  |
| Lutz Gielhammer                     | deutscher Diplomat                                                                             |  |
| Roderich Glanzmann                  | deutscher Richter und Vizepräsident des Bundesgerichtshofs                                     |  |
| Ludwig Goerz                        | deutscher Architekt, Maler, Bühnenbildner und Grafiker                                         |  |
| Cynthia Gooding                     | US-amerikanische Folk-Sängerin                                                                 |  |
| Jean Paul Guhel                     | französischer Eiskunstläufer                                                                   |  |
| Romuald Wiesław Gutt                | polnischer Medizinhistoriker                                                                   |  |
| Bobby Guyer                         | US-amerikanischer Jazz-Trompeter                                                               |  |
| César Augusto Guzzetti              | argentinischer Politiker und Admiral                                                           |  |
| Roman Hädelmayr                     | österreichischer Journalist und Autor                                                          |  |
| Frohwalt Heiß                       | deutscher Chirurg sowie Sportmediziner                                                         |  |
| Vilmos Hernádi                      | ungarischer Fußballschiedsrichter                                                              |  |
| Hans Hetzel                         | deutscher Metzgermeister, Opfer eines Justizirrtums                                            |  |
| Curtis Hobock                       | US-amerikanischer Country- und Rockabilly-Musiker                                              |  |
| Elisabeth Hoffa                     | deutsche Ärztin                                                                                |  |
| Franz Illner                        | erster Landrat des Landkreises Überlingen nach dem 2. Weltkrieg                                |  |
| Abdullahi Issa                      | somalischer Premierminister des Treuhandgebietes Italienisch-Somaliland (1956–1960)            |  |
| Oton Jiménez                        | costa-ricanischer Botaniker                                                                    |  |
| Stevan Josifović                    | jugoslawischer Klassischer Philologe und Althistoriker                                         |  |
| Ernest Jouhy                        | deutscher Kulturwissenschaftler, Professor für Sozialpädagogik                                 |  |
| Alphonse Julen                      | Schweizer Skilangläufer                                                                        |  |
| Paul Kähsbauer                      | österreichischer Zoologe                                                                       |  |
| Walter Katz                         | deutsch-israelischer Wirtschaftsjurist                                                         |  |
| Isaiah L. Kenen                     | US-amerikanischer Zionist                                                                      |  |
| Festo Kivengere                     | ugandischer Bischof                                                                            |  |
| Richard Klemm                       | deutscher Cellist                                                                              |  |
| Willi Kowalj                        | deutscher Schauspieler                                                                         |  |
| Hugo Maria Kritz                    | böhmischer Schriftsteller und Drehbuchautor                                                    |  |
| Bernhard Kuiper                     | deutscher Architekt und SS-Obersturmführer                                                     |  |
| Otto Lachmayer                      | österreichischer Oberlandesgerichtspräsident                                                   |  |
| Charles Lapicque                    | französischer Maler                                                                            |  |
| Stefan Lauener                      | Schweizer Skisportler                                                                          |  |
| Ulrich Lauterbach                   | deutscher Theaterintendant, Regisseur und Hörspielleiter des Hessischen Rundfunks              |  |
| Jack Llewellyn                      | britischer Jazzmusiker                                                                         |  |
| Ruth Malcomson                      | US-amerikanische Schönheitskönigin (Miss America 1924)                                         |  |
| Enrique de Marchena y Dujarric      | dominikanischer Komponist und Diplomat                                                         |  |
| Gustav Mennicke                     | deutscher Maler                                                                                |  |
| Günter Metz                         | deutscher Musikwissenschaftler                                                                 |  |
| Wilhelm Michels                     | deutscher Pädagoge und Schulleiter, Freund Arno Schmidts                                       |  |
| Altamir de Moura                    | brasilianischer Diplomat                                                                       |  |
| Nalumino Mundia                     | sambischer Politiker                                                                           |  |
| Stephen Murray-Smith                | australischer Herausgeber und Autor                                                            |  |
| Filiberto Navas                     | mexikanischer Sportler                                                                         |  |
| Willi Nix                           | deutscher Mediziner und Fluchthelfer                                                           |  |
| Mikko Nordling                      | finnischer Ringer                                                                              |  |
| Máirtín Ó Direáin                   | irischer Schriftsteller                                                                        |  |
| William Ofori-Atta                  | ghanaischer Politiker der Goldküste, ghanaischer Außenminister, Parteigründer (UNC) und Jurist |  |
| Nestor Souto de Oliveira            | brasilianischer Diplomat                                                                       |  |
| Maria Henriques Osswald             | portugiesische Schriftstellerin und Übersetzerin                                               |  |
| Kurt Oster                          | US-amerikanischer Kardiologe und Physiologe deutscher Abstammung                               |  |
| Dov Paisikovic                      | Überlebender des KZ Auschwitz-Birkenau                                                         |  |
| John Pauls-Harding                  | deutscher Schauspieler, Kabarettist, Regisseur und Synchronsprecher                            |  |
| Gisella Perl                        | US-amerikanisch-rumänische Medizinerin jüdischer Herkunft und Holocaustüberlebende             |  |
| Elisabeth Philipp                   | österreichische Physikerin                                                                     |  |
| Theodor Pillich                     | stellvertretender Bereitschaftsführer der Technischen Nothilfe in Warschau                     |  |
| Jan van der Pluijm                  | niederländischer Journalist und Chefredakteur                                                  |  |
| Léo Poll                            | französischer Komponist und Jazzpianist                                                        |  |
| Leo Prijs                           | deutscher Judaist                                                                              |  |
| Max Raffler                         | deutscher Maler                                                                                |  |
| Walter C. Reckless                  | US-amerikanischer Soziologe und Kriminologe                                                    |  |
| Fritz Redl                          | österreichischer Psychoanalytiker                                                              |  |
| Louis Richardet                     | französischer Jazz- und Unterhaltungsmusiker (Akkordeon, Piano)                                |  |
| Erich von Richthofen                | deutscher Romanist in Kanada                                                                   |  |
| Hans-Erich Riebensahm               | deutscher Pianist                                                                              |  |
| Hermann Riediger                    | preußischer Landrat                                                                            |  |
| James Robertson                     | britischer Psychoanalytiker und Pionier der Bindungsforschung                                  |  |
| Joan G. Robinson                    | englische Kinder- und Jugendbuchautorin und Illustratorin                                      |  |
| Sawai Ken’ichi                      | japanischer Kampfkunstexperte                                                                  |  |
| Fritz Schlesinger                   | deutscher Modelleur und Bildhauer                                                              |  |
| Lydia Schlosser                     | deutsche Widerstandskämpferin gegen den Nationalsozialismus                                    |  |
| Wilhelm Schmidt-Ruthenbeck          | deutscher Unternehmer                                                                          |  |
| Heinz Schneider-Schott              | deutscher Musikverleger                                                                        |  |
| Alexei Dmitrijewitsch Schtschiborin | sowjetischer Botschafter                                                                       |  |
| Maria Schwab-Hasse                  | deutsche Malerin, Grafikerin und Kunsthandwerkerin                                             |  |
| Karl Schwedhelm                     | deutscher Literaturjournalist, Lyriker, Übersetzer, Essayist und Herausgeber                   |  |
| Hilde Singenstreu                   | deutsche Sängerin                                                                              |  |
| Waldemar Sjölander                  | schwedischer Maler, Grafiker und Bildhauer                                                     |  |
| Stanley Skewes                      | südafrikanischer Mathematiker                                                                  |  |
| Daniil Semjonowitsch Solod          | sowjetischer Botschafter                                                                       |  |
| Tilly Spiegel                       | österreichische Autorin, Widerstandskämpferin gegen den Nationalsozialismus und NS-Forscherin  |  |
| Bill Spiller                        | US-amerikanischer Golfspieler                                                                  |  |
| Walter Stahl                        | deutscher Jurist                                                                               |  |
| Elfriede Stegemeyer                 | deutsche Photographin, Malerin und Filmkünstlerin                                              |  |
| Walter Steinfatt                    | deutscher Pädagoge                                                                             |  |
| Toni Stolper                        | österreichisch-deutsche Wirtschaftswissenschaftlerin und Journalistin                          |  |
| Klaus Ströbele                      | österreichischer Architekt                                                                     |  |
| Mort Stulmaker                      | US-amerikanischer Jazzmusiker                                                                  |  |
| Irmgard Swinka                      | deutsche Serienmörderin                                                                        |  |
| Yacouba Sylla                       | Sufi des Tidschaniyya-Ordens und Unternehmer in der Elfenbeinküste                             |  |
| David V. Tansley                    | englischer Alternativmediziner                                                                 |  |
| Jonas Turkow                        | jüdisch-polnischer Schauspieler                                                                |  |
| Alfredo Valdés                      | kubanischer Sänger und Bandleader                                                              |  |
| Jenő Vincze                         | ungarischer Fußballspieler und -trainer                                                        |  |
| Josip Vogrinc                       | jugoslawischer Tischtennisspieler                                                              |  |
| Leopold Wächtler                    | deutscher Grafiker                                                                             |  |
| Heinrich Wagner                     | Schweizer Linguist und Keltologe                                                               |  |
| Vic Watson                          | englischer Fußballspieler                                                                      |  |
| Philipp Weindel                     | deutscher römisch-katholischer Geistlicher                                                     |  |
| Terry Welch                         | US-amerikanischer Informatiker                                                                 |  |
| Georg Windtner                      | österreichischer Orgelbauer in St. Florian bei Linz                                            |  |
| Horst Wolf                          | deutscher Judoka                                                                               |  |
| Ludwig Wolff                        | deutscher Politiker (NSDAP), MdR                                                               |  |
| Alois Wölfl                         | deutscher Orgelbauer                                                                           |  |
| Otto Zdansky                        | österreichischer Paläoanthropologe                                                             |  |
| Gul Mohammed Zhowandai              | afghanischer Dichter                                                                           |  |